# Apterostigma moelleri
Apterostigma moelleri är en myrart som beskrevs av Auguste-Henri Forel 1892. Apterostigma moelleri ingår i släktet Apterostigma och familjen myror. Inga underarter finns listade.